# Bruce Forsyth
Bruce Joseph Forsyth-Johnson (Edmonton, Middlesex, 22 de febrero de 1928-Wentworth Estate, Surrey, 18 de agosto de 2017) fue un presentador de televisión y artista británico cuya carrera abarcó más de 75 años. En 2012, el Libro Guinness de los récords reconoció a Forsyth por tener la carrera más longeva de presentador de televisión en la historia de la televisión británica. Forsyth comenzó su carrera en televisión a mediados de la década de 1950 a través de la serie de ITV, Sunday Night at the London Palladium. Desde entonces ha presentado varios programas de concursos, incluyendo The Generation Game, Play Your Cards Right, The Price is Right y You Bet!. Fue presentador de Strictly Come Dancing desde 2004 hasta 2013.

## Primeros años
Forsyth nació en Victoria Road, Edmonton, Middlesex, hijo de Florence Ada (Pocknell de soltera) y John Thomas Forsyth-Johnson. Su familia era dueña de un taller de coches en Victoria Road, Edmonton, y como miembros del Ejército de Salvación, su padre fue miembro de una banda musical y su madre fue cantante. Su bisabuelo Joseph Forsyth Johnson (1840-1906) fue un arquitecto del paisaje que trabajó en Rusia, Irlanda y Estados Unidos. Su tataratatarabuelo William Forsyth (1737-1804) fue fundador de la Real Sociedad de Horticultura y del homónimo del género de plantas, Forsythia.

## Carrera

### «Boy Bruce, the Mighty Atom»
Forsyth asistió al The Latymer School. Después de ver a Fred Astaire en películas a los ocho años, asistió a clases de danza en Tottenham y posteriormente en Brixton. Comenzó su trabajo en el mundo del espectáculo a los catorce años, con una canción, una danza y un acordeón, siendo conocido como «Boy Bruce, the Mighty Atom». Su primera aparición fue en el Teatro Real de Bilston, en la actuación Bilston, con The Great Marzo en la parte superior del cartel. Forsyth hizo su debut en televisión en 1939 como un niño, cantando y bailando en el programa de talentos de la BBC, Come and Be Televised, transmitido por Radiolympia e introducido por Jasmine Bligh. Forsyth siguió actuando durante la Segunda Guerra Mundial, durante la cual su hermano John, piloto de la Real Fuerza Aérea británica,  fue asesinado en 1943, durante un ejercicio de entrenamiento, en Turnberry, Escocia.

### Trabajo de posguerra
Después de la guerra, con el objetivo de unirse a los teatros de Moss Empires, pasó años en el escenario con poco éxito y viajó al Reino Unido trabajando siete días a la semana, haciendo temporadas de verano, pantomimas y circos, donde se hizo famoso por interpretar el papel de hombre fuerte.  Su carrera como actor de teatro fue interrumpida cuando fue llamado por el servicio nacional para ser reclutado por la fuerza aérea real.
En 1958, una aparición con el comediante Dickie Henderson  condujo a que le ofrecieran el trabajo de compañero de Val Parnell en el show de televisión, Sunday Night at the London Palladium. Presentó el espectáculo durante dos años, seguido de un año de descanso, y luego presentó el programa otro año más. Su calendario de actuaciones teatrales, que continuó a lo largo de los años sesenta, le obligó a abandonar el trabajo de presentador.
Forsyth apareció en la producción londinense de Little Me, junto con Avril Angers en 1964. En la película musical Star! (1968), un biopic de la actriz Gertrude Lawrence, él interpretó junto a la actriz principal Julie Andrews como el padre de Lawrence.
En enero de 1968 Pye Records emitió como sencillo «I'm Backing Britain», apoyando la campaña del mismo nombre, escrita por Tony Hatch y Jackie Trent, y cantada por Forsyth. El estribillo incluyó «la sensación está creciendo, así que dejémosla ir, los buenos tiempos soplan en nuestra dirección ». Todos los involucrados en hacer el sencillo tomaron recortes en sus honorarios o regalías para que el sencillo se vendiera por 5 chelines en lugar de la tasa de 7 chelines 4½d. Forsyth respaldó la campaña, diciendo: «El país siempre ha hecho lo mejor cuando está contra la pared. Si todos se dan cuenta de lo que estamos enfrentando, podemos salir fácilmente de los problemas». La canción no alcanzó las listas, ya que vendió solo 7319 copias.
El 7 de octubre de 1968, él fue tapa del cartel en la noche de la abertura del club nocturno Golden Garter, Wythenshawe. Dos años más tarde, interpretó a Swinburne en la película de fantasía de Disney, Bedknobs and Broomsticks. En 1976, apareció en The Muppet Show, donde se hizo cargo del famoso dúo de Statler y Waldorf.

### Presentador de programas de concursos
Durante su periodo como presentador de Sunday Night at the London Palladium como parte del espectáculo, fue presentador del programa de concursos de quince minutos Beat the Clock. El siguiente éxito de Forsyth fue Bruce Forsyth and the Generation Game (BBC1, 1971-1977, 1990-1994), que resultó popular y atrajo al gran público de la tarde del sábado. Fue en este espectáculo que Forsyth introdujo su postura de «El pensador», emulando la escultura de Rodin, apareciendo en la silueta cada semana en los títulos de apertura. Esta postura es una reminiscencia de la actitud de hombre fuerte del circo. También escribió y cantó la canción de apertura del programa «Life is the Name of the Game». Millones de espectadores se familiarizaron con el raspón de la voz acentuada del norte de Londres de Forsyth «distintivamente puntiaguda» que enfatizó en poses como el «signo de interrogación humano», con la barbilla levantada sobre la rodilla. Fue reemplazado en The Generation Game por Larry Grayson.
Dejó la BBC en 1978 para presentar Bruce Forsyth's Big Night, que también se transmitió el sábado por la noche, pero en la emisora rival ITV. Sin embargo, el espectáculo no fue un éxito y duró solo una temporada. Forsyth permaneció con ITV, presentando el programa Play Your Cards Right, que fue la versión británica del programa estadounidense Card Sharks, e 1980 a 1987, 1994 a 1999, ay un breve período de 2002 a 2003, antes de que el programa fuera cancelado a mediados de temporada por bajos índices de audiencia.
En 1986, fue a los Estados Unidos para presentar un programa de concursos en ABC, Bruce Forsyth's Hot Streak, del cual se emitieron 65 episodios desde enero hasta abril del mismo año. Forsyth protagonizó el sitcom Slinger's Day de Thames Television en 1986 y 1987, una secuela de Tripper's Day que había protagonizado Leonard Rossiter, a quien Forsyth reemplazó en el nuevo programa. Él fue el presentador original de You Bet! (1988 a 1990), antes de que el programa alcanzara el éxito dominante bajo la dirección de Matthew Kelly.
Forsyth lidera la tercera versión de The Price is Right (1995 a 2001). Sus programas de concursos que no fueron exitosos incluyen a Takeover Bid (1990 a 1991), Hollywood Or Bust (1984), y Didn't They Do Well! (2004). Durante los años 70, Bruce apareció en los anuncios de la margarina de Stork en la televisión,  y entonces durante los años 80 y los años 90 él apareció en una campaña publicitaria para los tribunales de muebles minoristas, en la que se vistió como juez.
Forsyth celebró su cumpleaños 70 en 1998 y apareció en una semana de duración de su programa en el London Palladium. En 2000, Forsyth presentó una serie revivida llamada Tonight at the London Palladium.

### Reavivamiento profesional
En 2003 y de nuevo en 2010, Forsyth fue presentador en el programa de noticias y sátira Have I Got News for You. Durante la primera de estas apariciones, presentó una parodia de su programa Play Your Cards Right, titulada Play Your Iraqi Cards Right. Fue el presentador de Strictly Come Dancing desde 2004 hasta 2013, dejando formalmente de ser el presentador del programa en abril de 2014. Esta decisión fue tomada para reducir su carga de trabajo y para preparar programas pregrabados.
El 7 de abril de 2010, Forsyth se convirtió en una de las tres primeras celebridades en participar en la versión británica del programa estadounidense de comedia, en A Comedy Roast de Channel 4. Forsyth fue el protagonista del primer programa de genealogía de la BBC, Who Do You Think You Are?, transmitido el 19 de julio de 2010. El 20 de marzo de 2010, Forsyth apareció en el programa de autobiografía-entrevista Piers Morgan's Life Stories, que fue transmitido por ITV.
En 2011, Forsyth lanzó un álbum de canciones llamado These Are My Favourites.  Las canciones que eligió tenían un valor musical y personal muy importante, incluyendo un dúo con su nieta, Sophie Purdie. These Are My Favourites también incluye una grabación de la canción «Paper Moon» con Nat King Cole.

## Homenajes y reconocimientos

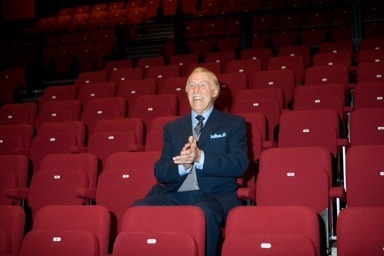
Forsyth abriendo The Sir Bruce Forsyth Auditorium en el Teatro de Millfield, Enfield, en octubre de 2009.

Los premios del showbiz de Forsyth incluyen la Personalidad de Negocios del Año de Variety Club en 1975; Personalidad Masculina del Año de TV Times en 1975, 1976, 1977 y 1978; y Personalidad de la TV de la BBC del Año en 1991.
En 1987, se creó un club de fanes – el Great Bruce Forsyth Social Club. Más tarde irían a ayudar a Forsyth a cantar su número de apertura, «It's Never Too Late», en su programa Audience With. Forsyth devolvió el favor agregando a la sociedad a su horario ocupado en junio de 1997 y apareció en su décima AGM en Plymouth.
Forsyth fue nombrado oficial de la Orden del Imperio Británico (OBE) en 1998, y Comandante de la Orden del Imperio Británico (CBE) En los Honores del Año Nuevo 2006.
El 27 de febrero de 2005, la BBC proyectó A BAFTA Tribute to Bruce Forsyth para marcar los 60 años del artista en el mundo del espectáculo. Él tenía un busto de bronce de sí mismo revelado en el London Palladium en mayo de 2005. La escultura fue creada por su yerno y se exhibe en el teatro Cinderella Bar.
En 2008, Forsyth recibió la BAFTA Fellowship. En 2009, fue galardonado con el Premio al Artista de Teatro en los Premios Carl Alan. Presentado por la International Dance Teachers' Association, los premios son votados por las principales organizaciones de danza del Reino Unido y reconocen a aquellos que han hecho una contribución excepcional al mundo de la danza y el teatro.
Forsyth recibió el premio Lifetime Achievement Award de la Royal Television Society el 17 de marzo de 2009. El 26 de enero de 2011 recibió el premio de reconocimiento especial de los National Television Awards.
Forsyth se hizo un Knight Bachelor en el Birthday Honours de 2011  por servicios de entretenimiento y caridad. Esto siguió a una campaña pública de años de duración para otorgarle un título de caballero. Su investidura, por la Reina, tuvo lugar el 12 de octubre de 2011 y se convirtió en Sir Bruce Forsyth CBE.
En julio de 2012, Forsyth recibió el honor de llevar la llama olímpica a través de Londres, ya que finalmente llegó a la ciudad en el penúltimo día del relevo de la antorcha de Londres 2012.
Forsyth ganó un lugar en el Libro Guinness de los récords de 2013 como el animador de televisión masculino que había tenido la carrera más larga, llamándola una «sorpresa maravillosa». Él también apareció en el Festival de Glastonbury de 2013 en la etapa de Avalon, convirtiéndose en el artista de mayor edad en haber participado en el festival.

## Vida personal
Desde 1953 hasta 1973, Forsyth estuvo casado con Penny Calvert, con quien tuvo tres hijas: Debbie, Julie y Laura. De 1973 a 1979, se casó con Anthea Redfern, la presentadora en The Generation Game; tuvieron dos hijas, Charlotte y Louisa. Cuando se le pidió que juzgara la competencia de Miss Mundo 1980, se enamoró de su compañera del jurado, la Miss Mundo 1975, Wilnelia Merced de Puerto Rico; se casaron en 1983 y tuvieron un hijo, Jonathan Joseph, más conocido como «JJ». Por sus seis hijos, tuvo nueve nietos y tres bisnietos.
Forsyth tenía su propia compañía, Bruce Forsyth Enterprises Ltd, con sede en Surrey, para dirigir sus asuntos monetarios cotidianos. Fue un partidario y embajador de la organización benéfica para niños Caudwell Children, que aparecía regularmente en muchos de sus eventos de recaudación de fondos.
En agosto de 2014, Forsyth fue una de las 200 figuras públicas que firmaron una carta a The Guardian expresando su esperanza de que Escocia votaría para seguir siendo parte del Reino Unido en el referéndum de septiembre sobre ese tema.
Forsyth vivió en el exclusivo Wentworth Estate en Surrey.

## Enfermedad y muerte
Hacia el final de su vida, Forsyth sufrió de mala salud, lo que redujo sus apariciones en público. El 8 de octubre de 2015, fue hospitalizado por cortes y pequeñas confusiones después de caer en su casa, habiendo tropezado con una alfombra y golpeando la cabeza. Un mes más tarde hizo su última aparición en la televisión, en Strictly Children in Need Special; el rodaje tuvo lugar antes de que Forsyth fuese sometido a una cirugía por un aneurisma de aorta abdominal, el 12 de noviembre. Como resultado de su cirugía, fue incapaz de presentar Strictly Come Dancing: Especial de Navidad como estaba previsto, pero un portavoz que lo representa más tarde dijo que iba a desempeñar un papel en la producción, la grabación de un mensaje de vídeo especial para él.
Después de 2015, Forsyth no hizo más apariciones públicas, ya que su salud comenzó a declinar, con su esposa comentando que él luchó para moverse fácilmente después de su cirugía. El 26 de febrero de 2017, fue hospitalizado con una infección grave en el pecho y pasó cinco días en cuidados intensivos, antes de volver a casa el 3 de marzo de 2017. El 18 de agosto de 2017, después de luchar con otros problemas de salud, Forsyth falleció en su hogar, a los 89 años.
Varias celebridades rindieron tributo a Forsyth después de su muerte, incluyendo a su excopresentadora en Strictly Come Dancing Tess Daly, sus amigos Michael Parkinson, Jimmy Tarbuck y Des O'Connor, y el director general de la BBC, Tony Hall. BBC One emitió Sir Bruce Forsyth – Mr Entertainment, en lugar de la programa The One Show, en homenaje al artista. Forsyth fue puesto a descansar el 5 de septiembre de 2017 en una ceremonia privada a la que asistían solo familiares y amigos cercanos. Unos días más tarde, el 9 de septiembre, cuando la decimoquinta temporada de Strictly Come Dancing comenzó, se rindió un homenaje a Forsyth con una rutina de baile especial de sus bailarines profesionales.

## Filmografía

### Televisión y cine
| Año                           | Título                                                                  | Papel                            | Notas      |
| ----------------------------- | ----------------------------------------------------------------------- | -------------------------------- | ---------- |
| 1958–1964                     | Sunday Night at the London Palladium                                    | Presentador                      | Televisión |
| 1960                          | The Royal Variety Performance'                                          | Presentador                      | Televisión |
| 1961                          | The Royal Variety Performance                                           | Presentador                      | Televisión |
| 1965–1969, 1973               | The Bruce Forsyth Show                                                  | Presentador                      | Televisión |
| 1966 1975                     | Frankie and Bruce                                                       | Copresentador                    | Televisión |
| 1968                          | Star!                                                                   | Arthur Lawrence                  | Película   |
| 1969                          | Can Heironymus Merkin Ever Forget Mercy Humppe and Find True Happiness? | Tío Limelight                    | Película   |
| 1969                          | Red Peppers                                                             | George Pepper                    | Televisión |
| 1971                          | Bedknobs and Broomsticks                                                | Swinburne, el secuaz de Bookman  | Película   |
| 1971                          | The Magnificent Seven Deadly Sins                                       | Clayton (segmento «Avarice»)     | Película   |
| 1971–1977 1990–1994           | The Generation Game                                                     | Presentador                      | Televisión |
| 1971                          | The Royal Variety Performance                                           | Presentador                      | Televisión |
| 1973                          | The Good Old Days                                                       | Estrella invitada                | Televisión |
| 1974                          | Bruce Forsyth Meets Lulu                                                | Presentador                      | Televisión |
| 1976                          | The Mating Season                                                       | Bruce Gillespie                  | Televisión |
| 1976                          | The Muppet Show                                                         | Estrella invitada                | Televisión |
| 1978                          | Bruce Forsyth's Big Night                                               | Presentador                      | Televisión |
| 1980                          | Sammy and Bruce                                                         | Copresentador                    | Televisión |
| 1980–1987 1994–1999 2002–2003 | Play Your Cards Right                                                   | Presentador                      | Televisión |
| 1983                          | Anna Pavlova                                                            | Alfred Batt                      | Película   |
| 1984                          | Hollywood or Bust                                                       | Presentador                      | Televisión |
| 1986                          | Bruce Forsyth's Hot Streak                                              | Presentador                      | Televisión |
| 1986                          | Magnum, P.I.: A Little Bit of Luck...A Little Bit of Grief              | Presentador                      | Televisión |
| 1986/1987                     | Slinger's Day                                                           | Lanzador                         | Televisión |
| 1988                          | The Royal Variety Performance                                           | Copresentador con Ronnie Corbett | Televisión |
| 1988                          | Bruce and Ronnie                                                        | Copresentador                    | Televisión |
| 1988–1990                     | You Bet!                                                                | Presentador                      | Televisión |
| 1990–1991                     | Takeover Bid                                                            | Presentador                      | Televisión |
| 1992–1993                     | Bruce's Guest Night                                                     | Presentador                      | Televisión |
| 1992                          | Fiddly Foodle Bird                                                      | Narrator                         | Televisión |
| 1995–2001                     | Bruce's Price Is Right                                                  | Presentador                      | Televisión |
| 1997                          | An Audience with Bruce Forsyth                                          | Presentador                      | Televisión |
| 2000                          | House!                                                                  | Bruce Forsyth                    | Película   |
| 2000                          | Tonight at the London Palladium                                         | Presentador                      | Televisión |
| 2003                          | Have I Got News for You                                                 | Presentador inivtado             | Televisión |
| 2004                          | Didn't They Do Well                                                     | Presentador                      | Televisión |
| 2004–2013                     | Strictly Come Dancing                                                   | Presentador con Tess Daly        | Televisión |
| 2010                          | Who Do You Think You Are?                                               | Presentador invitado             | Televisión |
| 2011                          | The Rob Brydon Show                                                     | Invitado                         | Televisión |
| 2012                          | National Television Awards                                              | Invitado (con Ant & Dec)         | Televisión |
| 2013                          | Ant & Dec's Saturday Night Takeaway (Little Ant & Dec segment)          | Invitado                         | Televisión |
| 2013                          | When Miranda Met Bruce                                                  | Estrella invitada                | Televisión |
| 2014                          | Perspectives: Bruce Forsyth on Sammy Davis Jr                           | Presentador                      | Televisión |
| 2014                          | Bruce's Hall of Fame                                                    | Presentador                      | Televisión |

### Teatro
| Año            | Título                                  | Papel(es)         | Notas                                                                                         |
| -------------- | --------------------------------------- | ----------------- | --------------------------------------------------------------------------------------------- |
| 1958/59 – 2004 | Su one-man show que tuvo varios títulos | Él mismo          | Intermitentemente visitó el Reino Unido                                                       |
| 1962           | Every Night at the Palladium            | Él mismo          | El interpretó con Morecambe & Wise en una temporada en el London Palladium                    |
| 1964           | Little Me                               | Varios personajes | Una temporada de 334 actuaciones en el Teatro de Cambridge                                    |
| 1978           | The Traveling Music Show                | Fred Limelight    | Una temporada de cuatro meses en el Her Majesty's Theatre, antes de viajar por el Reino Unido |
| 1979           | Bruce Forsyth on Broadway               | Él mismo          | Una temporada de cinco actuaciones en el Teatro Winter Garden del 12 de junio al 17 de junio  |
| 2012–2015      | Bruce Forsyth Entertains                | Él mismo          | Gira por el Reino Unido                                                                       |

## Discografía

### Sencillos
- 1959, «Excerpts from The Desert Song (No.2)», con June Bronhill, Edmund Hockridge, Inia Te Wiata, The Williams Singers, Michael Collins y su Orquesta, (7", EP, Mono), His Master's Voice: 7EG 8676[92]
- 1960, «I'm A Good Boy», Parlophone, (2 versiones)[92]
- 1960, «I'm In Charge», (7"), Parlophone: 45-R 4535[92]
- 1962, «The Oh-Be-Joyfuls», (7"), Piccadilly: 7N.35086[92]
- 1964, «Real Live Girl», (7", Sencillo), Pye Records: 7N.15744[92]
- 1964, «Saturday Sunshine», (7"), Piccadilly: 7N.35169[92]
- 1964, «The Mysterious People», (7", Single), Piccadilly: 1189[92]
- 1965, «Real Live Girl», (7", Sencillo), Blue Cat: BC 105[92]
- 1968, «I'm Backing Britain» / «There's Not Enough Love in the World», Pye Records (2 versiones)[92]
- 1973, «Didn't He Do Well?» (7", Sencillo, Lar), Phillips: 6006 285[92]
- 1978, «Love Medley", with Valerie Walsh», (7", Sencillo promocional), CBS: S CBS 6469[92]

### Álbumes
| Título                     | Detalles del álbum                                           | Posiciones más altas |
| Título                     | Detalles del álbum                                           | Reino Unido          |
| -------------------------- | ------------------------------------------------------------ | -------------------- |
| The Musical Side Of Bruce  | - Lanzado: 1973 - Discografía: Pye Records: NSPL 18405       | —                    |
| Both Sides of Bruce (Live) | - Lanzado: 1977 - Discografía: Warner Records                | —                    |
| Come Get It!               | - Lanzado: 1979 - Discografía: Pye Records                   | —                    |
| Mr. Entertainment          | - Lanzado: 19 de marzo de 2007 - Discografía: EMI Records    | —                    |
| These Are My Favourites    | - Lanzado: 7 de noviembre de 2011 - Discografía: EMI Records | 58                   |